# أديل دايموند
أديل دايموند (بالإنجليزية: Adele Diamond)‏ هي عالمة نفس أمريكية، ولدت في عقد 1950 في نيويورك في الولايات المتحدة.